# Meer dan een ander
Meer dan een ander is de derde single van de Nederlandse band Van Dik Hout. Het is afkomstig van hun debuut album Van Dik Hout uit september 1994. Er verschenen twee versies, een cd-single met B-kant Laarzen aan mijn voeten en een cd-maxisingle met aanvullende tracks Laarzen aan mijn voeten, Net nu ik dacht en Verbannen koningin. In november van 1994 werd het nummer op single uitgebracht.

## Achtergrond
De hoofdpersoon heeft spijt van een opgebroken relatie ("meer dan een ander heb ik jouw liefde gekend, meer dan een ander ben ik weggerend").
In Nederland werd de single veel gedraaid op de landelijke radiozenders maar bereikte desondanks de Nederlandse Top 40 op Radio 538 niet. De single bleef drie weken steken in de Tipparade. Wél bereikte de single de 42e positie in de publieke hitlijst Mega Top 50 op Radio 3FM. De single stond drie weken in deze lijst genoteerd.
In België werd de single regelmatig gedraaid op de radio, maar behaalde desondanks géén notering in zowel de voorloper van de Vlaamse Ultratop 50 als de Vlaamse Radio 2 Top 30.

## NPO Radio 2 Top 2000
| Nummer met noteringen in de NPO Radio 2 Top 2000 | '15  | '16  | '17  | '18  | '19  | '20  | '21  | '22  | '23  |
| ------------------------------------------------ | ---- | ---- | ---- | ---- | ---- | ---- | ---- | ---- | ---- |
| Meer dan een ander                               | 1663 | 1831 | 1861 | 1771 | 1657 | 1767 | 1699 | 1867 | 1929 |

1. ↑  Een vetgedrukt getal geeft de hoogste notering aan.
2. ↑  2015 was het eerste jaar met een notering voor dit nummer.
3. ↑  Deze tabel is bijgewerkt tot en met de laatste editie (2024).